# Лумпен
Лумпен (от на немски: Lumpen – парцали, дрипи) е лице, което не притежава собственост и преживява от случайни доходи.
Терминът лу́мпен-пролетариа́т е въведен от Карл Маркс в книгата му Германската идеология за да обозначи низшите слоеве на пролетариата, който не може да достигне до класово съзнание. По-късно в Осемнадесети брюмер на Луи Наполеон Маркс определя тази класа като отхвърлена от всички други класи.